# Bupares degerbolae
Bupares degerbolae is een hooiwagen uit de familie Beloniscidae. De wetenschappelijke naam van Bupares degerbolae gaat terug op Suzuki.